# Breg (Mežica)
Breg is een plaats in Slovenië en maakt deel uit van de gemeente Mežica in de NUTS-3-regio Koroška. De plaats telde 67 inwoners op 1 januari 2020.